# Muhàmmad ibn Hàixim at-Tujibí
Abu-Yahya Muhàmmad ibn Hàixim at-Tujibí (segle X) fou valí de Saragossa de la família dels tugibites que més tard foren reis.
Els tugíbides tenien centre a Daroca i a la segona meitat del segle x van combatre per l'emir contra els Banu Qasi. Amb Abu-Yahya Muhàmmad ibn Abd-ar-Rahman 'Al-Ankar' (el Borni), es van imposar a Saragossa el 890 i la va governar fins al 925 quan el va succeir Hašim ibn al-Tuyibí, (925–930) i a aquest el seu fill Abu Yahya Muhàmmad.
El poder cordovès tenia poca autoritat a la Marca Superior, les terres frontereres del nord. El poder central fou restaurat per Abd-ar-Rahman III, que el 935 i 937 va fer expedicions per arrabassar als tugíbides el control de la Marca. En la primera expedició els caps tugíbides de Daroca, Yunus ibn Abd-al-Aziz, i de Calataiud, foren fets presoners i executats, però mig centenar més de membres del clan que també foren capturats, foren amnistiats. En l'expedició del 937, Saragossa va estar assetjada tres mesos i el cap local, Muhàmmad ibn Hàixim at-Tujibí, va acabar per rendir-se i va acceptar trencar els contactes que des de 935 mantenia amb Ramir II de Lleó, però a canvi de conservar el govern local tot i que com a tributari del califa de Còrdova. Entre els més propers al governador hi havia el cadi, Man ibn Muhàmmad que era un tugíbida potser de la branca anomenada Banu Sumadih (en la qual apareix el nom de Man, poc freqüent).
El 939 Muhàmmad ibn Hàixim fou fet presoner pel rei de Lleó a la batalla de Simancas. A partir d'aquí el califa va deixar d'intervenir a la Marca Superior i va acceptar una àmplia autonomia per les famílies locals especialment les branques tugíbides de Saragossa i Daroca; no se sap que va passar amb Abu Yahya Muhàmmad, però probablement fou alliberat; el 950 Muhàmmad ibn Hàixim era nomenat visir i caid (cap militar) de la Marca Superior, el que indicaria que Abu Yahya Muhàmmad havia mort.